# Lockwisch
Lockwisch är en ortsteil i staden Schönberg i Landkreis Nordwestmecklenburg i förbundslandet Mecklenburg-Vorpommern i Tyskland. Lockwisch var en kommun fram till 1 januari 2019 när den uppgick i Schönberg. Kommunen Lockwisch hade 369 invånare 2018.